# 風流軍醫俏護士 (電視劇)
《風流軍醫俏護士》（英語：M*A*S*H）是一套美國連續電視喜劇，由二十世紀霍士製作，1972年在CBS台首播。此劇改編自1970年的同名美國電影（而該片則根據1968年的同名小說改編），是一套混合了黑色幽默的軍事醫務劇，內容描述韓戰期間，美軍當中一班戰地醫生的經歷。
與原書及電影一樣，此劇的英文名字為「陸軍流動外科醫院」（Mobile Army Surgical Hospital）的縮寫。

## 參注
1. ↑  Photos in The Complete Book of M*A*S*H show scenes being filmed with at least two cameras

## 外部連結
- 互联网电影数据库（IMDb）上《風流軍醫俏護士》的资料（英文）
- epguides.com上《風流軍醫俏護士》的資料
- CNN.com: "Alda's favorite 'M*A*S*H' episodes" （页面存档备份，存于）
- M*A*S*H in the Museum of Broadcast Communications
- M*A*S*H on TVLand.com
- Google Maps view of the camp. （页面存档备份，存于）